# Simulium barabense
Simulium barabense är en tvåvingeart som först beskrevs av Rubtsov 1973.  Simulium barabense ingår i släktet Simulium och familjen knott. Inga underarter finns listade i Catalogue of Life.